# 친디아

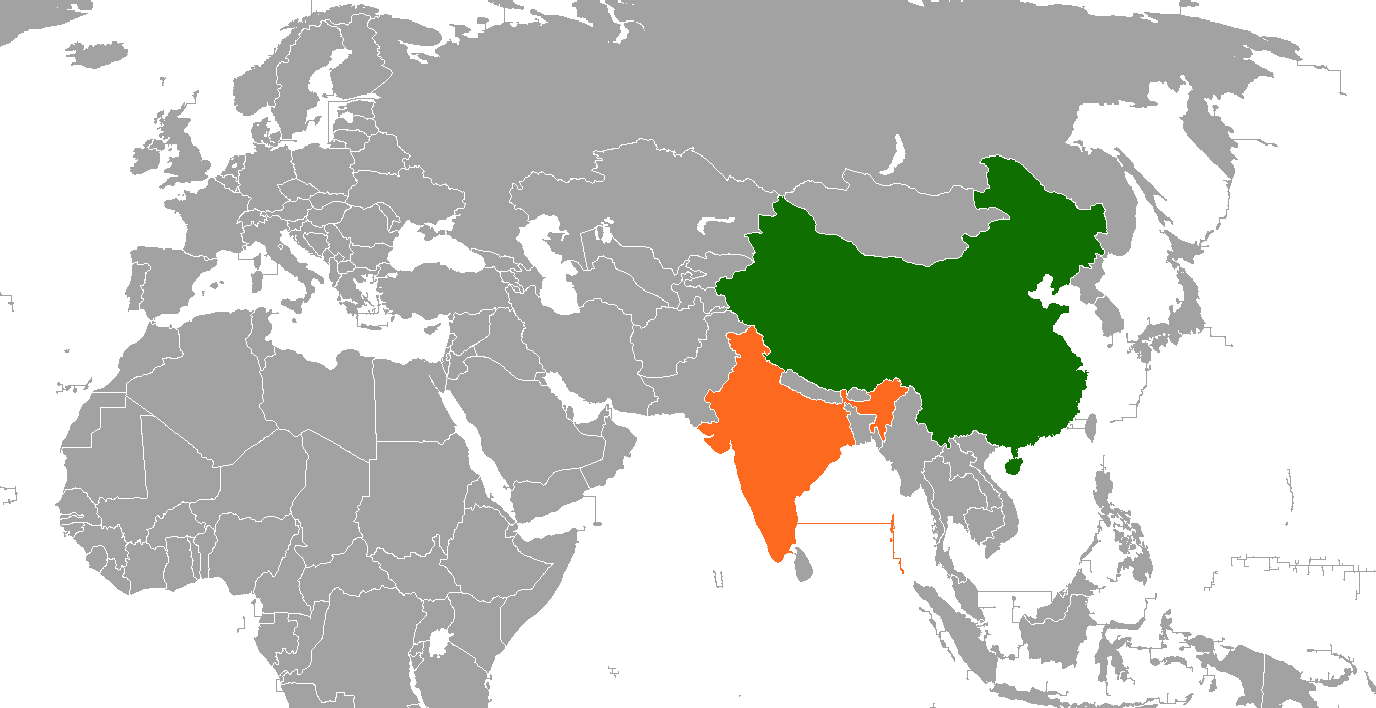
중화인민공화국과 인도

친디아(Chindia)는 중화인민공화국(China)과 인도(India)를 함께 일컫는 합성 신조어이다. 특히 두 국가의 경제를 함께 일컬을 때 자주 쓰인다. 이 유행 신조어를 만든 사람은 인도의 경제학자이자 정치가인 자이람 라메쉬이다. 
중화인민공화국과 인도는 지리적으로도 가까이 있다. 세계 경제에서 가장 빠른 속도로 성장하고 있는 나라들로 간주되고 있다. 둘을 합치면 인구의 합이 전 세계 인구의 3분의 1을 차지한다. 다음 50년간 성장 잠재력이 가장 큰 나라들이라고 브릭스 리포트가 전한 바 있다. 
두 나라의 경제적 강점은 서로 보완적이라고 여겨진다. 두 나라를 비교해보면, 중화인민공화국은 제조업과 인프라스트럭쳐가 강한 반면, 인도는 서비스업과 정보 산업(IT)에 강하다. 중화인민공화국은 하드웨어에 강한 반면, 인도는 소프트웨어에 강하다. 중화인민공화국은 제조물 산업에 강한 반면 인도는 금융 산업에 강하다. 두 나라는 역사적으로도 공통 분모를 갖고 있다. 인도에서 중화인민공화국으로 전파된 불교나 무역 거래에 사용된 비단길이 그 예이다.
그러나, 중화인민공화국과 인도 간에는 차이가 엄연히 존재한다. 중화인민공화국과 인도 간에는 지정학적 충돌이 존재한다. 1962년의 인도-중화인민공화국간 국경 분쟁이 말해주듯, 이 두 나라 사이의 관계는 서로 조심스럽고 아직까진 과히 좋지는 않다.
또, 중화인민공화국은 온대 기후의 대륙 국가인 반면, 인도는 인도 반도에 갇힌 열대 기후의 국가이다. 문화적으로도 중화인민공화국은 한국이나 일본 같은 동아시아의 문화와 강한 유대를 갖고 문화적으로 발전해왔다. 중화인민공화국과 인도는 정치 시스템도 다르다. 중화인민공화국은 일당 공산당이 정권을 잡고 있는 국가인 반면, 인도는 세계에서 가장 많은 유권자들이 투표하는 공화국이다. 또한, 최근들어 수 년간, 중화인민공화국의 서비스 분야의 급속한 성장과 인도의 제조업 분야의 급속한 성장이 이루어짐에 따라, 중화인민공화국-인도 경제의 상호 보완적인 관계가 의문시 되고 있기도 하다.

## 같이 보기
- BCIM 경제회랑(영어판)
- 중국-인도 관계
- 친디안
- 차이완(Chiwan = China + Taiwan)
- 타이팬(Taipan = Taiwan + Japan)
- 코팬(Korpan = Korea + Japan)
- 브릭스(BRICs)

## 추가 문헌
- (한국어) 원천식 / 산업연구원; 2007년 3월 20일; 중국의 지역균형발전정책 추진과 정책적 시사점 - 칭짱철도 개통과‘친디아 경제권’형성을 중심으로
- (한국어) 조선일보; 2006년 11월 22일; 중국·인도 교역량 두배로 늘리기로
- (영어) 비즈니스위크; 2005년 8월 12일; "친디아": 중국 인도 특집
- (영어) Beware the 'Chindia' effect - Mail & Guardian Online
- (영어) 자이람 라메쉬. Making Sense of Chindia: Reflections on China and India. New Delhi, India Research Press, 2005. ISBN 81-87943-95-5
- (영어) Chindia Lounge, China & India (CHINDIA) Business / Culture / Travel / Outsourcing Resource Blog ChindiaLounge.com by an Asia Business Relations/Marketing Expert.

### 동영상
- (영어) Chindia: The next Decade 비즈니스 위크의 기고가이자, 친디아라는 말을 유행시킨 피트 엔가르디오가 이 온라인 비디오 콘퍼런스에서 중국과 인도의 성장을 비교하고 있다.